# PL/M
Le PL/M (sigle de Programming Language for Microcomputers) est un langage de programmation développé par Gary Kildall en 1972 pour Intel pour ses microprocesseurs.
Le langage incorpore des idées empruntées aux langages PL/I, ALGOL et XPL, et possède un préprocesseur de macros intégré. Contrairement aux langages évolués contemporains tels que Pascal, C ou C++, il ne possède pas de routines d'entrées-sorties standard. Par contre, étant spécialement conçu pour certains processeurs, il est nettement plus efficace que d'autres langages pour certaines opérations de bas niveau.
Le système opérationnel CP/M ainsi que le firmware pour le Service Processor Component de l'AS/400 ont été écrits en PL/M. On a écrit des compilateurs PL/M pour les contrôleurs/processeurs suivants : Intel 4004, 8008, 8080, 8085, 8051, 80196, 8086/8088, 80186/80188, 286, et 386.
Quoique PL/M ne soit plus supporté par Intel, il existe toujours, du fait la longévité de certains systèmes informatiques l’utilisant encore, des compilateurs et des outils de traduction PL/M vers C.